# عدسة كانون EF-S 10–18 مم
عدسة Canon EF-S 10-18mm f/4.5-5.6 IS STM هي عدسة زوم من زاوية واسعة إلى عالية الزاوية للكاميرات الرقمية العاكسة من عدسة واحدة من Canon التي تدعم تركيب عدسة CanonEF-S. تم الإعلان عنها في 13 مايو 2014. 